# 武藏新田站
武藏新田站（日语：／ Musashi-nitta eki */?）是一個位於東京都大田區矢口一丁目，屬於東急電鐵東急多摩川線的鐵路車站。車站編號是TM05。

## 年表
- 1923年（大正12年）11月1日 - 目黑蒲田鐵道新田站啟用[2]。
- 1924年（大正13年）4月1日 - 車站改稱武藏新田站[3]。
- 2000年（平成12年）8月6日 - 目蒲線分割成目黑線及多摩川線，車站改屬多摩川線之一部份。

## 構造
本站為相對式月台2面2線地面車站。上下線各有獨立站房、剪票口，兩月台不連通。廁所設於2號線
| 月台 | 路線         | 方向 | 目的地             |
| ---- | ------------ | ---- | ------------------ |
| 1    | 東急多摩川線 | 下行 | 蒲田方向           |
| 2    | 東急多摩川線 | 上行 | 下丸子・多摩川方向 |

（來源：東急電鐵:車站構內圖 （页面存档备份，存于））

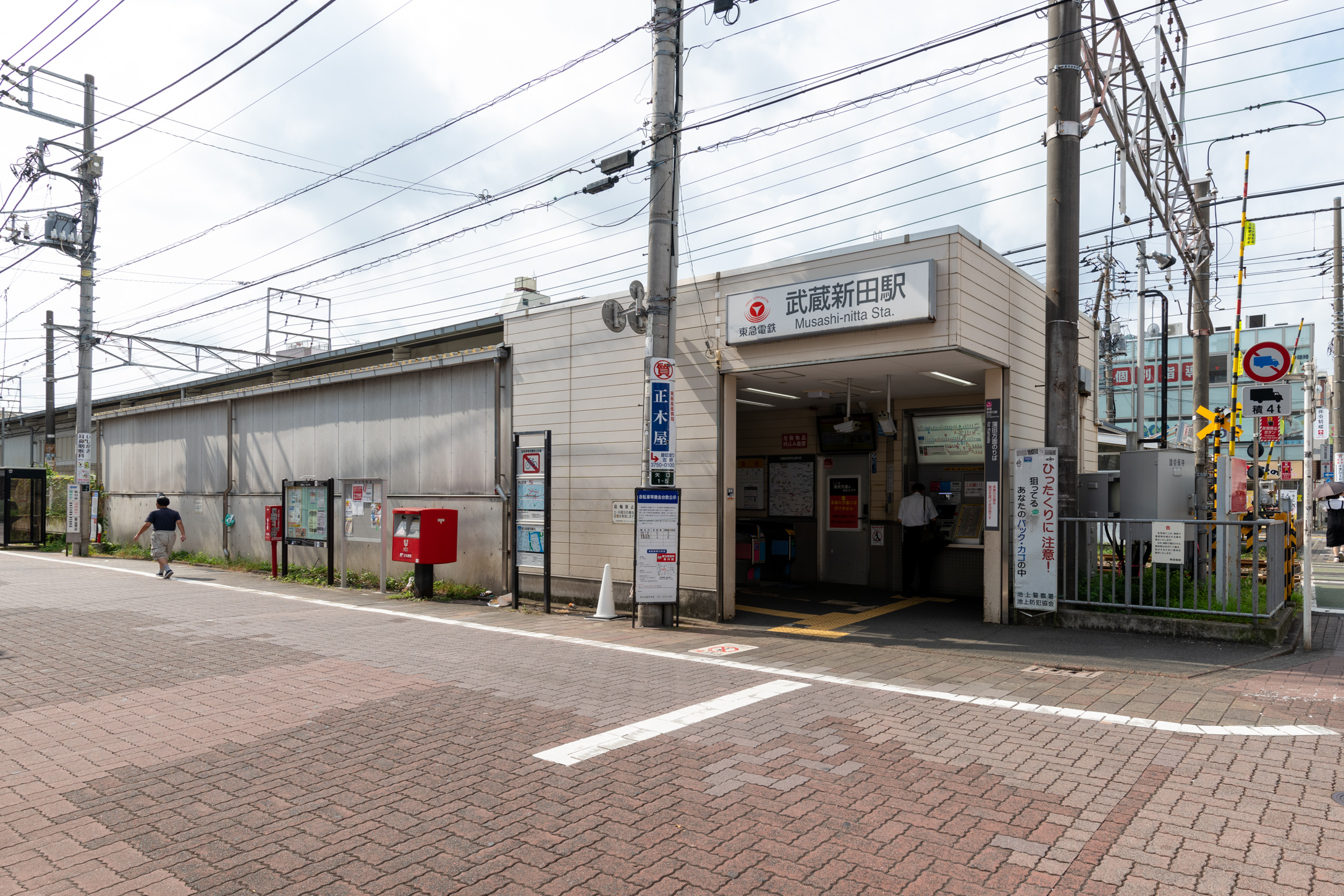
蒲田方向月台入口 （2021年8月）
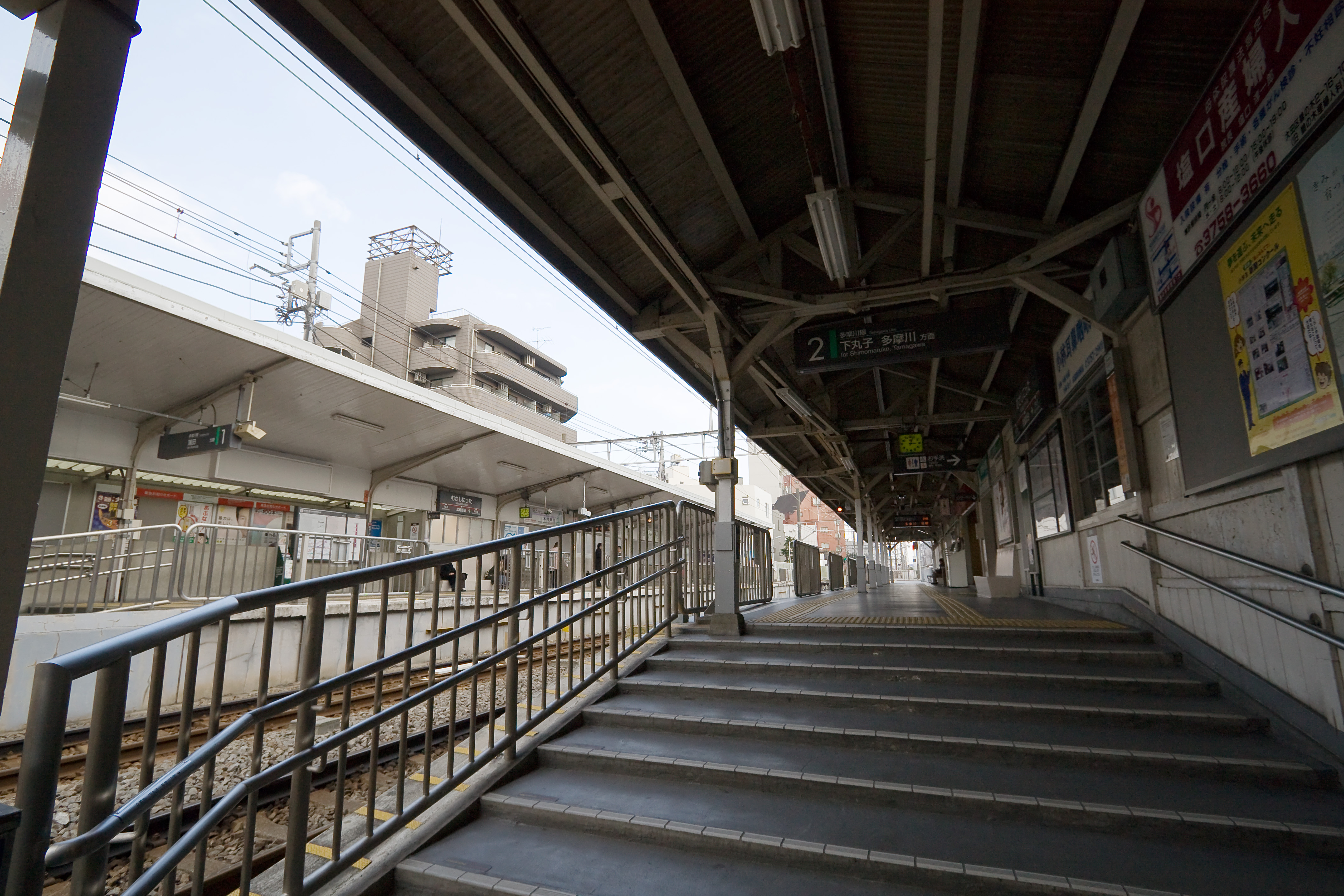
月台 （2010年3月19日）
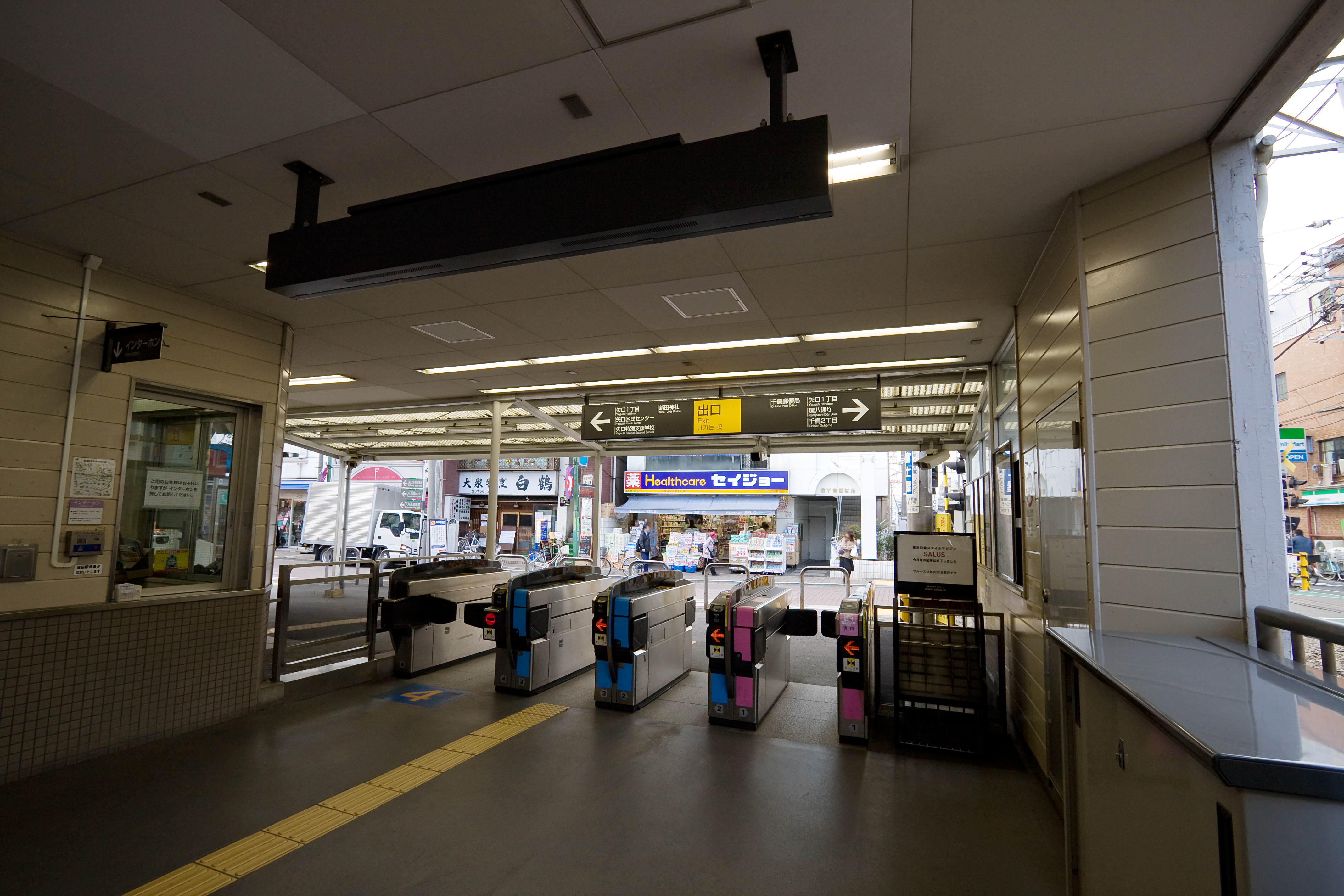
多摩川方向月台閘口 （2010年3月19日）
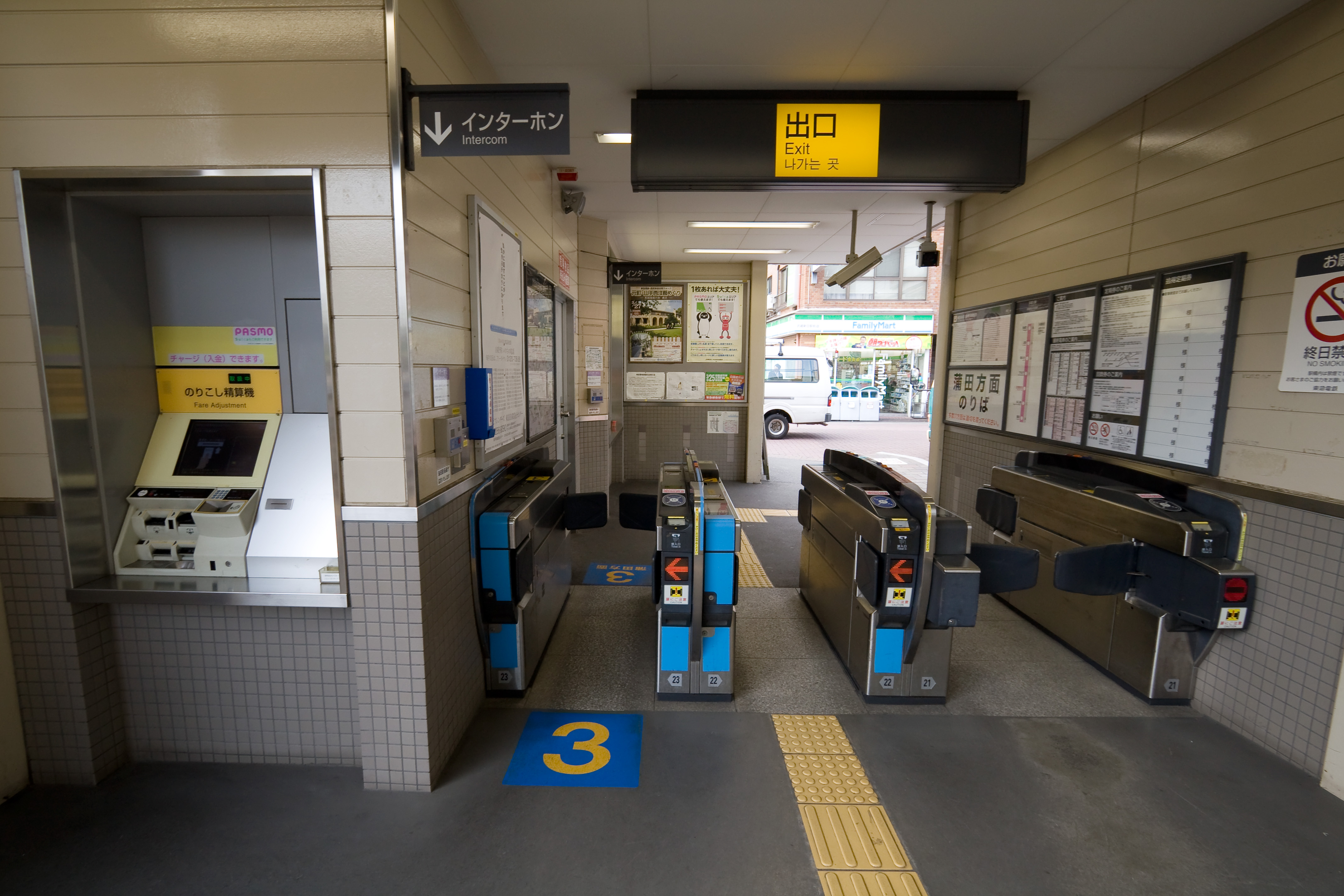
蒲田方向月台閘口 （2010年3月19日）

## 使用情況
2017年平均每天上下車人次有26,259人。
近年1日平均上下車人次、上車人次如下表。
| 年度               | 1日平均 上下車人次 | 1日平均 上車人次 | 來源     |
| ------------------ | ------------------ | ---------------- | -------- |
| 1990年（平成02年） |                    | 13,882           | [ * 1 ]  |
| 1991年（平成03年） |                    | 14,243           | [ * 2 ]  |
| 1992年（平成04年） |                    | 13,992           | [ * 3 ]  |
| 1993年（平成05年） |                    | 13,597           | [ * 4 ]  |
| 1994年（平成06年） |                    | 13,228           | [ * 5 ]  |
| 1995年（平成07年） |                    | 13,101           | [ * 6 ]  |
| 1996年（平成08年） |                    | 12,578           | [ * 7 ]  |
| 1997年（平成09年） |                    | 12,647           | [ * 8 ]  |
| 1998年（平成10年） |                    | 12,279           | [ * 9 ]  |
| 1999年（平成11年） |                    | 11,981           | [ * 10 ] |
| 2000年（平成12年） |                    | 11,893           | [ * 11 ] |
| 2001年（平成13年） |                    | 11,567           | [ * 12 ] |
| 2002年（平成14年） |                    | 11,290           | [ * 13 ] |
| 2003年（平成15年） | 21,856             | 11,164           | [ * 14 ] |
| 2004年（平成16年） | 22,551             | 11,403           | [ * 15 ] |
| 2005年（平成17年） | 22,885             | 11,541           | [ * 16 ] |
| 2006年（平成18年） | 22,817             | 11,532           | [ * 17 ] |
| 2007年（平成19年） | 23,013             | 11,642           | [ * 18 ] |
| 2008年（平成20年） | 23,373             | 11,811           | [ * 19 ] |
| 2009年（平成21年） | 23,123             | 11,666           | [ * 20 ] |
| 2010年（平成22年） | 23,282             |                  | [ * 21 ] |
| 2011年（平成23年） | 23,457             |                  | [ * 22 ] |
| 2012年（平成24年） | 24,041             |                  | [ * 23 ] |
| 2013年（平成25年） | 25,162             |                  | [ * 24 ] |
| 2014年（平成26年） | 25,229             |                  | [ * 25 ] |
| 2015年（平成27年） | 25,685             |                  | [ * 26 ] |
| 2016年（平成28年） | 25,940             | 13,068           | [ * 27 ] |
| 2017年（平成29年） | 26,259             |                  |          |

## 周邊
- 新田神社（日语：新田神社 (大田区)）
- 頓兵衛地藏
- 大田區役所（日语：大田区役所）矢口特別出張所
  - 矢口區民中心
- 東京都立矢口特別支援學校（日语：東京都立矢口特別支援学校）
- 千鳥郵便局（日语：千鳥郵便局）
- 大田矢口一郵便局
- 大田區立下丸子図書館
- 武藏新田商店會商店街
- 丸悅（日语：マルエツ）新田店
- 東急運動綠洲多摩川
- Seijo（日语：セイジョー）武蔵新田店
- ぱぱす（日语：マツモトキヨシグループ）下丸子店
- 島忠（日语：島忠）大田千鳥店
- My Basket（日语：まいばすけっと）武藏新田站前店、矢口二丁目店

### 巴士路線
- 武藏新田站
  - 大田區社區巴士「たまちゃんバス」（日语：大田区コミュニティバス）（委託東急巴士運行）
    - 往下丸子方向

  - 機場接駁巴士（東急巴士、京濱急行巴士）
    - 往羽田機場
- 池上八丁目（往東約300公尺）
  - 東急巴士
    - 反01 往五反田站／往川崎站西口北
    - 蒲12 往蒲田站／往田園調布站

## 名稱由來
「新田」源自於車站附近的新田神社。
由於其他地方也有新田車站，因此冠上舊國名為「武藏新田」。

## 多摩川Art Line Project
2007年實施的多摩川Art Line Project在本站展示以下藝術作品。
- 淺葉克己（日语：浅葉克己）「破魔矢」、「新田大明神」
- TSAO Design「ナゴリイス - made in Ota -」

## 相鄰車站
東急電鐵
 多摩川線
下丸子（TM04）－武藏新田（TM05）－矢口渡（TM06）

## 外部連結
- 武藏新田（各站資訊） - 東急電鐵（日語）